# MTV Unplugged : Live In Athens
Albums de Scorpions
Live In 3D: Get Your Sting and Blackout
(2011) Return to Forever
(2015)
Singles
1. Rock You Like a Hurricane
Sortie : 14 février 2014

MTV Unplugged : Live In Athens est un album live du groupe de hard rock Scorpions. Il est sorti le 29 novembre 2013 en CD, blu-ray ou DVD sur le label  Sony Music / RCA Records et a été produit par Mikael Nord Andersson & Martin Hansen. 

## Historique
Cet album fut enregistré lors de deux concerts donnés le 11 et 12 septembre 2013 au Lycabettus Theatre d'Athènes en Grèce.
Pour ce nouvel album, les Scorpions ont repris des chansons rarement jouées en direct mais réécrites pour une version acoustique (Unplugged voulant dire "débranché" en anglais). Cinq nouveaux titres ont été écrits pour l'événement et le groupe sera accompagné par de nombreux musiciens dont un ensemble de cordes. 
Après avoir publié un premier album en public acoustique en 2001, Acoustica, le groupe évite la redite des titres et seules trois chansons, Send Me an Angel, Rock You Like a Hurricane et Wind of Change figurent sur les deux albums.
Cet album se classa à la cinquième place des charts allemands et sera certifié disque d'or en Allemagne. Il fera une rapide apparition (1 semaine) dans le Billboard 200 américain où il se classa à la 113e place.

## Liste des titres
CD 1
| No  | Titre                                          | Paroles                                 | Musique                            | Durée |
| --- | ---------------------------------------------- | --------------------------------------- | ---------------------------------- | ----- |
| 1.  | Sting in the Tail                              | Klaus Meine                             | Rudolf Schenker, Meine             | 4:38  |
| 2.  | Can't Live Without You                         | Meine                                   | Schenker                           | 3:53  |
| 3.  | Pictured Life                                  | Meine, Uli Jon Roth                     | Schenker                           | 3:56  |
| 4.  | Speedy's Coming                                | Meine                                   | Schenker                           | 4:16  |
| 5.  | Born To Touch Your Feelings                    | Meine                                   | Schenker                           | 6:14  |
| 6.  | The Best Is Yet To Come                        | Schenker, Bazilian, Thomander, Wikström | Eric Bazilian, Thomander, Wikström | 5:03  |
| 7.  | Dancing with the Moonlight                     | Meine                                   | Matthias Jabs                      | 3:58  |
| 8.  | In Trance (avec Cäthe (de))                    | Meine                                   | Schenker                           | 4:34  |
| 9.  | When You Came Into My Life                     | Meine, Schenker, Puspa, Sundah          | idem                               | 5:04  |
| 10. | Delicate Dance (Matthias Jabs solo)            | titre instrumental                      | Jabs                               | 5:10  |
| 11. | Love Is the Answer (Chant par Rudolf Schenker) | Schenker                                | Schenker                           | 4:30  |
| 12. | Follow Your Heart (Klaus Meine solo)           | Meine                                   | Meine                              | 2:45  |

CD 2
| No  | Titre                                            | Paroles                          | Musique         | Durée |
| --- | ------------------------------------------------ | -------------------------------- | --------------- | ----- |
| 1.  | Send Me an Angel                                 | Meine                            | Schenker        | 3:57  |
| 2.  | Where the River Flows                            | Meine                            | Schenker        | 3:58  |
| 3.  | Passion Rules the Game                           | Meine                            | Herman Rarebell | 5:45  |
| 4.  | Rock You Like a Hurricane (avec Johannes Strate) | Meine, Rarebell                  | Schenker        | 4:58  |
| 5.  | Hit Between the Eyes                             | Meine, Rarebell, Jim Vallance    | Schenker        | 4:45  |
| 6.  | Rock'N'Roll Band                                 | Meine                            | Meine           | 4:32  |
| 7.  | Blackout                                         | Meine, Rarebell, Sonja Kittelsen | Schenker        | 4:57  |
| 8.  | Still Loving You                                 | Meine                            | Schenker        | 3:42  |
| 9.  | Big City Nights                                  | Meine                            | Schenker        | 4:31  |
| 10. | Wind of Change (avec Morten Harket)              | Meine                            | Meine           | 5:31  |
| 11. | No One Like You                                  | Meine                            | Schenker        | 4:39  |
| 12. | When the Smoke Is Going Down                     | Meine                            | Schenker        | 3:43  |

Menu du DVD
| No  | Titre                                                                    | Durée |
| --- | ------------------------------------------------------------------------ | ----- |
| 1.  | Sting in the Tail                                                        | 4:38  |
| 2.  | Can't Live Without You                                                   | 3:53  |
| 3.  | Pictured Life                                                            | 3:56  |
| 4.  | Speedy's Coming                                                          | 4:16  |
| 5.  | Born to Touch Your Feelings                                              | 6:14  |
| 6.  | The Best Is Yet to Come                                                  | 5:03  |
| 7.  | Dancing with the Moonlight                                               | 3:58  |
| 8.  | In Trance                                                                | 4:34  |
| 9.  | When You Came Into My Life                                               | 5:04  |
| 10. | Delicate Dance                                                           | 5:10  |
| 11. | Love is the Answer                                                       | 4:30  |
| 12. | Follow Your Heart                                                        | 2:45  |
| 13. | Send Me an Angel                                                         | 3:57  |
| 14. | Where the River Flows                                                    | 3:58  |
| 15. | Passion Rules the Game                                                   | 5:45  |
| 16. | Rock You Like a Hurricane                                                | 4:58  |
| 17. | Hit Between the Eyes                                                     | 4:45  |
| 18. | Drum-Athenica Pitti vs James Kottak (solo de batterie et de percussions) | 5:42  |
| 19. | Rock 'n' Roll Band                                                       | 4:32  |
| 20. | Blackout                                                                 | 4:57  |
| 21. | Still Loving You                                                         | 3:42  |
| 22. | Big City Nights                                                          | 4:31  |
| 23. | Wind of Change                                                           | 5:31  |
| 24. | No One Like You                                                          | 4:39  |
| 25. | When the Smoke Is Going Down                                             | 3:43  |

## Musiciens
Scorpions
- Klaus Meine: chant, guitare
- Rudolf Schenker: guitare rythmique & solo, sitar, chant sur Love Is the Answer, chœurs
- Matthias Jabs: guitare solo & rythmique
- Pawel Maciwoda: basse
- James Kottak: batterie

Musiciens additionnels
- Morten Harket: chant sur Wind of Change
- Johannes Strate: chant sur Rock You Like a Hurricane
- CÄTHE: chant sur In Trance
- Dimitra Kokkori: voix féminine sur Born to Touch Your Feelings
- Mikael Nord Andersson: guitares, mandoline, guitare slide, guitare Weissenborn, chœurs
- Martin Hansen: guitare, piano, harmonica, chœurs
- Hans Gardemar: piano, accordéon, chœurs
- Ola Hjelm: guitare, chœurs
- Ingo Powitzer: guitare, guitare baryton
- Pitti Hecht: percussions, chœurs

Strings from Heaven
- Irina Shalenkova: premier violon
- Elena Shalenkova, Ewa Moszynska, katja Kaminskagia: violon
- Alexandros Bottinis, Marsela Bassiou-Bineri: violoncelle
- Lilia Giousoupova, George Gaitanos: alto

## Charts et certifications
Charts album
| Pays                            | Durée du classement | Meilleur classement | Date             |
| ------------------------------- | ------------------- | ------------------- | ---------------- |
| Allemagne (GfK Entertainment)   | 22 semaines         | 5e                  | 20 décembre 2013 |
| Autriche (Ö3 Austria Top 40)    | 2 semaines          | 37e                 | 20 décembre 2013 |
| Belgique (V) (Ultratop)         | 1 semaines          | 195e                | 1er février 2014 |
| Belgique (W) (Ultratop)         | 18 semaines         | 90e                 | 7 décembre 2023  |
| Espagne (Promusicae)            | 11 semaines         | 50e                 | 8 décembre 2013  |
| États-Unis (Billboard 200)      | 1 semaine           | 113e                | 8 février 2014   |
| États-Unis (Independent Albums) | 1 semaine           | 27e                 | 8 février 2014   |
| États-Unis (Top Rock Albums)    | 1 semaine           | 41e                 | 8 février 2014   |
| France (SNEP)                   | 6 semaines          | 85e                 | 14 décembre 2013 |
| Grèce (Greek Album Chart)       | 1 semaine           | 8e                  | 17 mai 2014      |
| Suisse (Schweizer Hitparade)    | 4 semaines          | 29e                 | 15 décembre 2013 |

Certifications album
| Pays      | Certification | Ventes    | Date |
| --------- | ------------- | --------- | ---- |
| Allemagne | Or            | 100 000 + | 2014 |

Certification DVD
| Pays      | Certification | Ventes   | Date |
| --------- | ------------- | -------- | ---- |
| Allemagne | Or            | 25 000 + | 2016 |